# NXT TakeOver
NXT TakeOver foi uma série de eventos periódicos de luta profissional produzidos pela WWE, uma promoção de wrestling profissional baseada em Connecticut. Os eventos foram produzidos exclusivamente para a divisão de marcas NXT da promoção e transmitidos ao vivo em pay-per-view (PPV) e nos serviços de transmissão ao vivo Peacock e WWE Network. O primeiro evento TakeOver foi simplesmente intitulado TakeOver e foi realizado em 29 de maio de 2014. Os eventos TakeOver foram realizados várias vezes por ano. Os eventos foram originalmente transmitidos exclusivamente na WWE Network até o TakeOver 31 em outubro de 2020, quando os eventos também ficaram disponíveis no PPV tradicional antes de também estarem disponíveis no Peacock no início de 2021. A série TakeOver chegou ao fim após o TakeOver 36 em agosto de 2021, como em setembro, o NXT foi reestruturado como NXT 2.0 com os eventos seguintes da marca não carregando mais o nome TakeOver, incluindo alguns eventos anteriores do TakeOver.
Com o estabelecimento do NXT UK em 2018 – uma marca irmã do NXT com sede no Reino Unido – a marca adotou o nome TakeOver também para seus eventos ao vivo.

## História
Em 2012, a WWE reestruturou sua marca NXT de um reality show de competição baseado em realidade para um território de desenvolvimento para sua lista principal. Em fevereiro de 2014, a marca realizou seu primeiro especial ao vivo intitulado Arrival, que também foi o primeiro evento a ser transmitido ao vivo no serviço de streaming online da WWE, o WWE Network, lançado no início do mesmo mês. No entanto, depois que o NXT realizou um evento intitulado TakeOver em maio daquele ano, o nome "TakeOver" se tornou a marca de todos os especiais ao vivo do NXT. Todos os especiais ao vivo do NXT foram inicialmente realizados na Full Sail University em Winter Park, Flórida, assim como na série principal do NXT. Eles também eram originalmente exclusivos da WWE Network até o TakeOver 31 em outubro de 2020, quando também ficaram disponíveis no tradicional pay-per-view (PPV), antes de também se tornarem disponíveis no Peacock após a versão americana da WWE Network se fundir com a Peacock em março de 2021.
Começando com o TakeOver: Brooklyn em 2015, os eventos foram realizados em vários locais dos EUA e internacionais, com a maioria dos TakeOvers sendo nomeados após sua cidade anfitriã ou estado dos EUA, que também começou com esse evento no Brooklyn. Devido à pandemia do COVID-19, no entanto, todos os eventos do NXT retornaram à Full Sail University em meados de março de 2020 até o TakeOver 31 de outubro daquele ano, quando os eventos foram transferidos para o WWE Performance Center em Orlando, Flórida, apresentado como um evento virtual. experiência de visualização dos fãs com uma pequena multidão ao vivo chamada "Capitol Wrestling Center", uma homenagem à Capitol Wrestling Corporation, antecessora da WWE. O Capitol Wrestling Center era semelhante ao WWE ThunderDome, que era uma bolha bio-segura que a empresa utilizava para os programas do Raw e do SmackDown. A maioria das restrições do COVID foi suspensa em meados de 2021, com os eventos não mais incluindo uma audiência virtual e voltando a ter uma audiência ao vivo. Embora as marcas Raw e SmackDown tenham retomado as turnês ao vivo em julho de 2021, o NXT permaneceu no Capitol Wrestling Center. Como os TakeOvers foram realizados apenas na Flórida desde o início da pandemia em março de 2020, eles foram nomeados por seu número de parcela (por exemplo, TakeOver 31) ou reviveram antigos nomes de pay-per-view da WWE (por exemplo, TakeOver: In Your House) , com exceção de TakeOver: WarGames daquele ano.
Desde o TakeOver: Brooklyn em 2015, vários eventos do TakeOver foram agendados como um evento de suporte para cada um dos eventos pay-per-view "Big Four" da WWE na época (Royal Rumble, WrestleMania, SummerSlam e Survivor Series) e, ocasionalmente, seus outros pay-per-views mensais, como Backlash e Money in the Bank. Antes da pandemia do COVID-19, os TakeOvers também compartilhavam o mesmo local desses PPVs, exceto quando esses PPVs eram realizados em um estádio; nesses casos, o TakeOver foi realizado em uma arena na mesma cidade. Houve também subséries recorrentes de eventos TakeOver; TakeOver: Brooklyn também foi o primeiro a ter sua própria subsérie de TakeOvers. Outras subséries de TakeOvers incluíram Toronto, Chicago, In Your House e a mais proeminente, WarGames, que foi realizada na noite anterior à Survivor Series de 2017 a 2019; em 2020, foi realizado duas semanas após o Survivor Series. O evento contou com a partida homônima WarGames como seu evento principal. TakeOver: Stand & Deliver em abril de 2021 foi o único TakeOver realizado em duas noites.
Apenas um evento NXT TakeOver teve que ser cancelado. TakeOver: Tampa Bay foi originalmente programado para ser transmitido ao vivo da Amalie Arena em Tampa, Flórida, em 4 de abril de 2020. O evento foi inicialmente adiado devido à pandemia do COVID-19, que começou a afetar a programação da WWE em meados de março; no entanto, acabou sendo cancelado com partidas planejadas e agendadas para o evento, transferidas para episódios semanais do NXT, começando em 1º de abril.
Em setembro de 2021, a marca NXT passou por uma reestruturação, sendo renomeada como "NXT 2.0", revertendo para um território de desenvolvimento para a WWE. Em outubro, especulou-se que a empresa poderia encerrar a série TakeOver, já que outro evento TakeOver não estava programado para 2021 após o TakeOver 36 em agosto. Em 9 de novembro de 2021, o próximo evento de PPV e transmissão ao vivo do NXT foi anunciado como WarGames a ser realizado em 5 de dezembro de 2021. Ao contrário dos eventos anteriores de WarGames, no entanto, o anúncio confirmou que o evento não seria um evento TakeOver, encerrando assim a série TakeOver. Vengeance Day, Stand & Deliver e In Your House também continuariam como seus próprios eventos após a descontinuação do TakeOver, embora o Vengeance Day de 2022 tenha sido exibido como um especial de televisão em vez de ser exibido em PPV e via transmissão ao vivo, enquanto as edições de 2022 de Stand & Deliver e In Your House só foi ao ar via transmissão ao vivo e não em PPV.
Embora a série TakeOver tenha sido descontinuada, o Mat Men Podcast informou que a WWE pode usar o nome TakeOver novamente se um evento do NXT for realizado em um local grande, como compartilhar o mesmo local com um dos principais eventos da WWE, e realizado como um show de suporte. para um desses eventos, como vários TakeOvers anteriores haviam feito.

## Eventos
| #  | Evento          | Data                    | Cidade                                             | Local                    | Evento principal | Ref.                 |
| -- | --------------- | ----------------------- | -------------------------------------------------- | ------------------------ | --- | -------------------- |
| 1  | TakeOver        | 29 de maio de 2014      | Full Sail University                               | Winter Park, Flórida     | Adrian Neville (c) vs. Tyson Kidd pelo Campeonato do NXT | [ 26 ]               |
| 2  | Fatal 4-Way     | 11 de setembro de 2014  | Full Sail University                               | Winter Park, Flórida     | Adrian Neville (c) vs. Sami Zayn vs. Tyler Breeze vs. Tyson Kidd pelo Campeonato do NXT | [ 27 ]               |
| 3  | R Evolution     | 11 de dezembro de 2014  | Full Sail University                               | Winter Park, Flórida     | Adrian Neville (c) vs. Sami Zayn em uma luta Title vs. Career pelo Campeonato do NXT | [ 28 ]               |
| 4  | Rival           | 11 de fevereiro de 2015 | Full Sail University                               | Winter Park, Flórida     | Sami Zayn (c) vs. Kevin Owens pelo Campeonato do NXT |                      |
| 5  | Unstoppable     | 20 de maio de 2015      | Full Sail University                               | Winter Park, Flórida     | Kevin Owens (c) vs. Sami Zayn pelo Campeonato do NXT | [ 29 ]               |
| 6  | Brooklyn        | 22 de agosto de 2015    | Barclays Center                                    | Brooklyn, Nova York      | Finn Bálor (c) vs. Kevin Owens em uma luta de escadas pelo Campeonato do NXT | [ 30 ]               |
| 7  | Respect         | 7 de outubro de 2015    | Full Sail University                               | Winter Park, Florida     | Bayley (c) vs. Sasha Banks em uma luta Iron Woman de 30 minutos pelo Campeonato Feminino do NXT                                                                                                  |                      |
| 8  | London          | 16 de dezembro de 2015  | SSE Arena                                          | Londres, Inglaterra      | Finn Bálor (c) vs. Samoa Joe pelo Campeonato do NXT | [ 31 ]               |
| 9  | Dallas          | 1º de abril de 2016     | Kay Bailey Hutchison Convention Center             | Dallas, Texas            | Finn Bálor (c) vs. Samoa Joe pelo Campeonato do NXT | [ 32 ]               |
| 10 | The End         | 8 de junho de 2016      | Full Sail University                               | Winter Park, Florida     | Samoa Joe (c) vs. Finn Bálor em uma luta Steel Cage pelo Campeonato do NXT | [ 33 ]               |
| 11 | Brooklyn II     | 20 de agosto de 2016    | Barclays Center                                    | Brooklyn, Nova York      | Samoa Joe (c) vs. Shinsuke Nakamura pelo Campeonato do NXT | [ 34 ]               |
| 12 | Toronto         | 19 de novembro de 2016  | Air Canada Centre                                  | Toronto, Ontario, Canadá | Shinsuke Nakamura (c) vs. Samoa Joe pelo Campeonato do NXT | [ 35 ]               |
| 13 | San Antonio     | 28 de janeiro de 2017   | Freeman Coliseum                                   | San Antonio, Texas       | Shinsuke Nakamura (c) vs. Bobby Roode pelo Campeonato do NXT | [ 36 ]               |
| 14 | Orlando         | 1º de abril de 2017     | Amway Center                                       | Orlando, Florida         | Bobby Roode (c) vs. Shinsuke Nakamura pelo Campeonato do NXT | [ 37 ]               |
| 15 | Chicago         | 20 de maio de 2017      | Allstate Arena                                     | Rosemont, Illinois       | The Authors of Pain (Akam e Rezar) (c) vs. DIY (Johnny Gargano e Tommaso Ciampa) em uma luta de escadas pelo Campeonato de Duplas do NXT                                                         | [ 38 ]               |
| 16 | Brooklyn III    | 19 de agosto de 2017    | Barclays Center                                    | Brooklyn, Nova York      | Bobby Roode (c) vs. Drew McIntyre pelo Campeonato do NXT | [ 39 ]               |
| 17 | WarGames        | 18 de novembro de 2017  | Toyota Center                                      | Houston, Texas           | SAnitY (Alexander Wolfe, Eric Young e Killian Dain) vs. The Authors of Pain (Akam e Rezar) e Roderick Strong vs. The Undisputed Era (Adam Cole, Bobby Fish e Kyle O'Reilly) em uma luta WarGames | [ 40 ]               |
| 18 | Philadelphia    | 27 de janeiro de 2018   | Wells Fargo Center                                 | Filadélfia, Pensilvânia  | Andrade "Cien" Almas (c) vs. Johnny Gargano pelo Campeonato do NXT | [ 41 ] [ 42 ]        |
| 19 | New Orleans     | 7 de abril de 2018      | Smoothie King Center                               | New Orleans, Louisiana   | Johnny Gargano vs. Tommaso Ciampa em uma luta unsanctioned | [ 43 ] [ 44 ]        |
| 20 | Chicago II      | 16 de junho de 2018     | Allstate Arena                                     | Rosemont, Illinois       | Johnny Gargano vs. Tommaso Ciampa em uma Chicago Street Fight | [ 10 ] [ 45 ]        |
| 21 | Brooklyn 4      | 18 de agosto de 2018    | Barclays Center                                    | Brooklyn, Nova York      | Tommaso Ciampa (c) vs. Johnny Gargano em uma luta Last Man Standing pelo Campeonato do NXT | [ 46 ] [ 47 ]        |
| 22 | WarGames        | 17 de novembro de 2018  | Staples Center                                     | Los Angeles, California  | Pete Dunne, Ricochet e War Raiders (Hanson e Rowe) vs. The Undisputed Era (Adam Cole, Bobby Fish, Kyle O'Reilly e Roderick Strong) em uma luta WarGames                                          | [ 48 ]               |
| 23 | Phoenix         | 26 de janeiro de 2019   | Talking Stick Resort Arena                         | Phoenix, Arizona         | Tommaso Ciampa (c) vs. Aleister Black pelo Campeonato do NXT | [ 49 ] [ 50 ]        |
| 24 | New York        | 5 de abril de 2019      | Barclays Center                                    | Brooklyn, New York       | Johnny Gargano vs. Adam Cole em uma luta two-out-of-three falls pelo vago Campeonato do NXT | [ 51 ] [ 52 ] [ 53 ] |
| 25 | XXV             | 1º de junho de 2019     | Webster Bank Arena                                 | Bridgeport, Connecticut  | Johnny Gargano (c) vs. Adam Cole pelo Campeonato do NXT | [ 54 ] [ 55 ]        |
| 26 | Toronto         | 10 de agosto de 2019    | Scotiabank Arena                                   | Toronto, Ontario, Canada | Adam Cole (c) vs. Johnny Gargano em uma luta two-out-of-three falls pelo Campeonato do NXT | [ 56 ] [ 57 ]        |
| 27 | WarGames        | 23 de novembro de 2019  | Allstate Arena                                     | Rosemont, Illinois       | Tommaso Ciampa, Keith Lee, Dominik Dijakovic e Kevin Owens vs. The Undisputed Era (Adam Cole, Bobby Fish, Kyle O'Reilly e Roderick Strong) em uma luta WarGames                                  | [ 58 ] [ 59 ]        |
| 28 | Portland        | 16 de fevereiro de 2020 | Moda Center                                        | Portland, Oregon         | Adam Cole (c) vs. Tommaso Ciampa pelo Campeonato do NXT | [ 60 ]               |
| 29 | In Your House   | 7 de junho de 2020      | Full Sail University                               | Winter Park, Florida     | Charlotte Flair (c) vs. Rhea Ripley vs. Io Shirai pelo Campeonato Feminino do NXT | [ 6 ]                |
| 30 | XXX             | 22 de agosto de 2020    | Full Sail University                               | Winter Park, Florida     | Keith Lee (c) vs. Karrion Kross pelo Campeonato do NXT | [ 61 ] [ 62 ]        |
| 31 | 31              | 4 de outubro de 2020    | Capitol Wrestling Center no WWE Performance Center | Orlando, Florida         | Finn Bálor (c) vs. Kyle O'Reilly pelo Campeonato do NXT | [ 63 ] [ 64 ]        |
| 32 | WarGames        | 6 de dezembro de 2020   | Capitol Wrestling Center no WWE Performance Center | Orlando, Florida         | The Undisputed Era (Adam Cole, Kyle O'Reilly, Roderick Strong e Bobby Fish) vs. Team McAfee (Pat McAfee, Pete Dunne, Danny Burch e Oney Lorcan) em uma luta WarGames                             | [ 64 ]               |
| 33 | Vengeance Day   | 14 de fevereiro de 2021 | Capitol Wrestling Center no WWE Performance Center | Orlando, Florida         | Finn Bálor (c) vs. Pete Dunne pelo Campeonato do NXT | [ 63 ] [ 65 ]        |
| 34 | Stand & Deliver | 7 de abril de 2021      | Capitol Wrestling Center no WWE Performance Center | Orlando, Florida         | Io Shirai (c) vs. Raquel González pelo Campeonato Feminino do NXT | [ 66 ] [ 67 ] [ 68 ] |
| 34 | Stand & Deliver | 8 de abril de 2021      | Capitol Wrestling Center no WWE Performance Center | Orlando, Florida         | Adam Cole vs. Kyle O'Reilly em uma luta unsanctioned | [ 66 ] [ 67 ] [ 68 ] |
| 35 | In Your House   | 13 de junho de 2021     | Capitol Wrestling Center no WWE Performance Center | Orlando, Florida         | Karrion Kross (c) vs. Adam Cole vs. Kyle O'Reilly vs. Johnny Gargano vs. Pete Dunne pelo Campeonato do NXT                                                                                       | [ 69 ]               |
| 36 | 36              | 22 de agosto de 2021    | Capitol Wrestling Center no WWE Performance Center | Orlando, Florida         | Karrion Kross (c) vs. Samoa Joe pelo Campeonato do NXT | [ 70 ] [ 71 ]        |